# Electric Mud
Electric Mud (с англ. — «Электрический Мад») — пятый студийный альбом американского блюзового музыканта Мадди Уотерса, записанный им вместе с аккомпанирующей группой Rotary Connection. Лонгплей был выпущен в 1968 году на чикагском лейбле Cadet Records под руководством продюсеров Маршалла Чесса, Чарльза Стэпни и Джина Бэрджа. Звучание пластинки представляет собой экспериментирование Уотерса с психоделическим роком. Маршалл Чесс предположил, что музыкант записал его в попытке привлечь рок-аудиторию.
Альбом достиг 127-го места в национальном американском чарте Billboard 200 и получил противоречивые оценки от критиков из-за слияния электрического блюза с психоделическими элементами.

## Предыстория
В 1960-е годы продюсер Маршалл Чесс стремился познакомить с музыкой Мадди Уотерса более молодую аудиторию; для этого, лейбл Chess Records, основанный его отцом — Леонардом — выпустил серию сборников старой музыки Уотерса с новыми, психоделическими обложками.
В 1967 году на базе Chess Records был открыт дочерний лейбл — Cadet Concept Records. Первым релизом которого стал одноименный дебютный альбом психоделической группы Rotary Connection.
Следующим проектом, задуманным Чессом, должен был стать Electric Mud, концептуальный альбом в жанре психоделического рока; позже Маршалл заявил: «Я придумал „Electric Mud“, чтобы помочь Мадди зарабатывать деньги. Он был сделан не для того, чтобы принизить блюз. Это должно было быть похоже на живопись, и Мадди должен был стать её частью. Задача заключалась ни в том, чтобы изменить его звучание, а в том, чтобы отрыть его для этого рынка».
Чесс надеялся, что новые альбомы музыканта будут хорошо продаваться среди поклонников психоделических рока, жанра чьи группы сами находились под влиянием Мадди Уотерса и Хаулин Вулфа. Впоследствии Уотерс говорил: «Вполне естественно, что мне нравится, когда пластинки хорошо продаются. Я начал заглядываться в эту сторону [психоделии], потому что играл для такого количество этих так называемых хиппи, что подумал, что, возможно, смогу до достучаться и до их аудитории».

## Запись
Чтобы обеспечить альбому психоделическое звучание Чесс собрал «самых горячих, самых авангардных джазовых рок-парней в Чикаго»: Джина Бэрджа, Пита Коузси, Роланда Фолкнера, Морриса Дженнигса, Луиса Саттерфилда, Чарльза Степни и Фила Апчёрча. По словам одного из очевидцев студийных сессий, Коузи, Апчёрч и Дженнингс как-то пошутили, что группу надо назвать «Электрические Нигеры» (англ. «The Electric Niggers»). По словам Маршалла Чесса, «мы собирались назвать их [муз кантов аккомпанемента] „Электрическими Нигерами“, но мой папа мне не разрешил».
Звучание альбома включает использование педали wah-wah и фузза. Маршалл Чесс дополнил ритм аккомпанирующий группы Уотерса электроорганом и саксофоном. Впоследствии блюзовые пуристы критиковали психоделическое звучание альбома. По словам Маршалла Чесса, «этот альбом не был попыткой сделать из Мадди Уотерса психоделического артиста; это был концептуальный альбом, наподобие Дэвид Боуи и его „Ziggy Stardust“». Сам Мадди Уотерс так высказался о звучании альбома: «Гитара на нём звучит точно так же, как кошачье мяуканье, а ударные имеют скачущий, напряженный ритм».
Мелодия композиции «I’m Your Hoochie Coochie Man» была навеяна фри-джазом, помимо этого Джин Бэрдж сыграл в ней на концертной арфе. В свою очередь, Мадди Уотерс исполнил вокал в «Let’s Spend the Night Together», кавер-версию сингла The Rolling Stones 1967 года, на манер госпел-соула с сильным влиянием хит-сингла «Sunshine of Your Love» группы Cream.
По словам Бадди Гая, «Мадди Уотерс вообще не мог прочувствовать эту психоделическую дрянь … а если искра не проскочила то пиши-пропало. Вы не можете выглядеть чересчур оживлённым на фоне певца. Вы должны позволить ему [самому] исполнить материал». Предыдущие альбомы Мадди Уотерса воспроизводили звучание его живых выступлений. Работа со студийными музыкантами, а не со своей собственной группой, вызывала у блюзмена дискомфорт, так как они бы не смогли исполнять материал на его концертах в дальнейшем. Уотерс сокрушался: «На кой чёрт тебе нужна пластинка, если ты не сможешь исполнять её материал сразу после релиза? Я так устала от этого … Если тебе нужны большие усилители, „wah-wah“ и оборудование, чтобы заставить твою гитару говорить разные вещи, хорошо, но черт возьми, ты не сможешь играть блюз».
Название альбома не является отсылкой к использованию в нём электрогитары, поскольку Мадди Уотерс играл на этом инструменте с тех пор, как он впервые подписал контракт с Chess Records. Термин «электрический» употребляется в контексте психоделического жанра — «Психоделический Мад» (также можно прочитать как «Психоделическая муть»).

## Выпуск и отзывы критиков
| Оценки критиков | Оценки критиков |
| Источник        | Оценка          |
| --------------- | --------------- |
| Allmusic        | [ 8 ]           |

Electric Mud был выпущен в 1968 году с простой чёрно-белой обложкой, которая не содержала каких-либо намёков на психоделичность его музыкальной составляющей; внутренний разворот альбома содержал фотографии Мадди Уотерса в салоне красоты.
19 ноября 1996 года лейбл Chess Records выпустил переиздание альбома на компакт-диске. 22 ноября 2011 года Electric Mud и After the Rain были изданы на одном компакт-диске компанией BGO Records. В ноябре 2017 года состоялось переиздание виниловой версии пластинки на лейбле Third Man Records.
За первые шесть недель после релиза альбом разошелся тиражом более 150 000 экземпляров. Достигнув 127-го места в американском чарте Billboard 200, он стал первым альбомом Мадди Уотерса, попавшим в хит-парады Billboard и Cash Box. Однако, по словам биографа музыканта, Роберта Гордона, среди критиков и блюзовых пуристов Electric Mud — это «самая неоднозначная запись Уотерса».
В своем очерке для журнала Rolling Stone Пит Уелдинг писал: «„Electric Mud“ оказывает огромную медвежью услугу одному из самых важных блюзовых новаторов и занимается проституцией среди современных музыкальных стилей, которые проистекают из его [Уотерса] новаторской деятельности». Несмотря на то, что американская пресса и прочие средства массовой информации раскритиковали альбом, он был хорошо принят в Великобритании. По словам Маршалла Чесса, «это была самая грандиозная запись Мадди Уотерса, который мы выпускали в Chess Records, и она была растоптана — мгновенно. Однако, её одобрили англичане; они более эксцентричны».

## Влияние и наследие
Через год Уотерс записал пластинку After the Rain, которая включала в себя многие элементы Electric Mud. По словам Пита Коузи, «Я никогда не забуду, как только я вошел в студию, где должен был записываться новый альбом, Мадди увидел меня, обнял и сказал: „Эй, как дела, сынок, сыграй-ка что-нибудь из того, что ты играл на том последнем альбоме“».
Несмотря на то, что блюзовые пуристы критиковали альбом, Коузи узнал от камердинера Джими Хендрикса, что гитарист часто слушал «Herbert Harper’s Free Press News» из Electric Mud для вдохновения перед концертными выступлениями.
По прошествии лет Уотерс заявлял, что ему не нравится этот альбом и его звучание, и что он не считает его блюзовым. Музыкант говорил: «Каждый раз, когда я иду в Chess, [они] ставят на аккомпанемент несколько не блюзовых музыкантов […] Если ты изменишь мой звук, то изменишь и всю мою сущность». В биографии The Mojo Man Мадди Уотерс заявил, что «Альбом „Electric Mud“ был дерьмом собачьим. Но когда он только вышел то продавался как горячие пирожки, однако, затем они [покупатели] начали возвращать его обратно. Со словами: „Это не может быть Мадди Уотерсом со всем этим дерьмом, всем этим wha-wha и фуззом“». Рецензент AllMusic Ричи Унтербергер назвал звучание альбома «грубым».
Тем не менее, альбом нашёл приверженцев среди исполнителей хип-хоп сцены; так, Джин Скулатти писал в своей книге Lost in the Grooves: Scram’s Capricious Guide to the Music You Missed, что «его ритм, по-видимому, предвосхищает хип-хоп на три десятилетия». В свою очередь, рэпер Чак Ди так высказался об альбоме: «Для меня это шедевральная пластинка. Я прослушал её около тысячи раз. Голос и сущность Мадди Уотерса возвышаются над новой музыкой. Это вокальный проект Мадди. Вот что меня зацепило, перед тем как я подсел на этот альбом: его вокал фактически вытягивает музыку». По словам Чака Ди с Electric Mud его познакомил один из музыкантов Public Enemy, что переросло в интерес к более ранним работам Уотерса и к рутс-блюзу. Рэпер вспоминал: «Мне потребовалось некоторое время, чтобы дозреть до традиционного блюза. Это же целый новый мир. Но „Electric Mud“ была записью, которая поразила меня сразу же». В документальном сериале «Блюз», спродюсированным Мартином Скорсезе, была воспроизведена сцена отсылающая к записи альбома Electric Mud, где в роли сессионных музыкантов выступили члены хип-хоп-группы The Roots, а в роли солиста — Чак Ди.

## Список композиций
На оригинальной пластинки хронометраж композиций был указан только в секундах.
| №                   | Название                           | Автор(ы)                                | Длительность |
| ------------------- | ---------------------------------- | --------------------------------------- | ------------ |
| 1.                  | «I Just Want to Make Love to You»  | Вилли Диксон                            | 4:24         |
| 2.                  | «I’m Your Hoochie Coochie Man»     | Диксон                                  | 4:41         |
| 3.                  | «Let’s Spend the Night Together»   | Мик Джаггер, Кит Ричардс                | 3:07         |
| 4.                  | «She’s All Right»                  | Маккинли Морганфилд a.k.a. Мадди Уотерс | 6:44         |
| 5.                  | «I’m a Man (Mannish Boy)»          | Морганфилд                              | 3:21         |
| 6.                  | «Herbert Harper’s Free Press News» | Сидни Бэрнс, Роберт Тёрстон             | 4:32         |
| 7.                  | «Tom Cat»                          | Чарльз Уилльямс                         | 3:37         |
| 8.                  | «Same Thing»                       | Диксон                                  | 5:37         |
| Общая длительность: | Общая длительность:                | Общая длительность:                     | 36:54        |

## Участники записи
| Музыканты - Мадди Уотерс — вокал - Джин Бэрдж — теноровый саксофон, продюсер - Фил Апчёрч — гитары - Роланд Фолкнер — гитары - Пит Коузи — гитары - Чарльз Степни — орган, аранжировки, продюсер - Луис Саттерфилд — бас-гитара - Моррис Дженнигс — ударные | Технический персонал - Стью Блэк — звукоинженер - Маршалл Чесс — продюсер - Меире Мураками — дизайнер - Билл Шарп — дизайн обложки - Эбнер Спектор — микширование - Vartan — художественное оформление |  |

## Чарты
| Чарт (1968)   | Высшая позиция |
| ------------- | -------------- |
| Billboard 200 | 127            |